# Vellev Kirke
Vellev Kirke ligger i landsbyen Vellev ca. 17 km SV for Randers (Region Midtjylland).

## Eksterne kilder og henvisninger
- Vellev Kirke på KortTilKirken.dk

- Wikimedia Commons har flere filer relateret til Vellev Kirke